# Il battello bianco
Il battello bianco (in russo Белый пароход?, Belyj parochod) è un romanzo in lingua russa dello scrittore kirghiso Čyngyz Ajtmatov pubblicato nel 1970.
Dal libro è stato tratto nel 1976 un film diretto dal regista sovietico Bolotbek Šamšijev.

## Trama
Il protagonista della storia è un bambino di sette anni di cui non viene rivelato il nome. Egli vive col nonno Momun e con la moglie di lui, con lo zio guardia forestale Orozkul, con la zia Bekej e con la guardia ausiliaria boscaiolo Sejdachmat e sua moglie Gul'džamal in un remoto insediamento tra i boschi dell'area protetta dei monti Tien Shan nel Kirghizistan. È stato abbandonato dai suoi genitori quando si sono separati: sua madre vive in città e si è fatta una nuova famiglia, mentre suo padre dovrebbe lavorare come marinaio su un battello bianco sul vicino (ma lontanissimo per un bambino) lago Issyk Kul'. Questo per lo meno è ciò che dice il nonno Momun, che si occupa del bambino. Lo zio Orozkul è un uomo tirannico e cattivo, che è insoddisfatto della propria vita e tormenta tutti gli altri. Si sente infatti frustrato per il fatto che sua moglie Bekej, figlia di Momun, non riesce a dargli un figlio e perciò si ubriaca e la percuote. Approfitta inoltre della sua posizione di potere come responsabile del posto di guardia e datore di lavoro degli altri, e tutti devono penare sotto di lui.

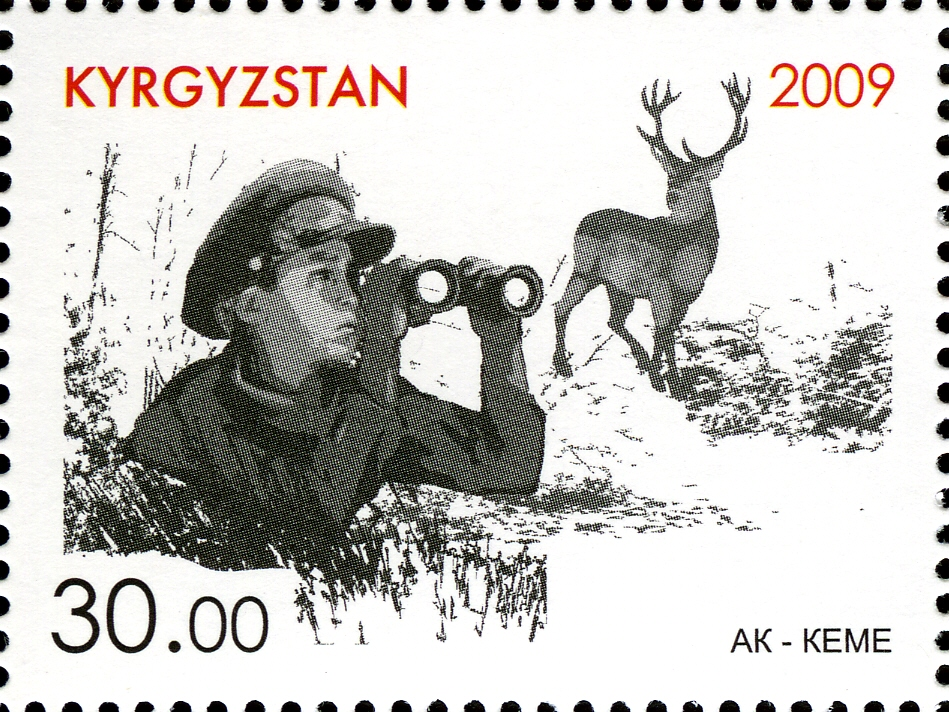

Il bambino non ha compagni di giochi e vive in un suo mondo di fantasia: crede alla Madre cerva dalle ramosa corna delle fiabe kirghise, che un tempo si prese cura degli unici due bambini del suo popolo scampati al massacro da parte delle tribù nemiche. I suoi tesori sono pietre, piante, il binocolo del nonno e la sua cartella scolastica, che riceve in dono dal nonno allorché, nella tarda estate, deve iniziare la scuola. Il bambino osserva spesso col binocolo il vapore bianco sul lago e sogna quindi di tramutarsi in un pesce per raggiungere il padre, che non ha mai visto. In estate si esercita perciò diligentemente nei tuffi e nell'apnea nel fiume presso il posto di guardia.
Finalmente il bambino incomincia a frequentare la scuola, cosa della quale non vedeva l'ora. Il nonno ve lo porta a cavallo e viene a riprenderlo, giacché la scuola si trova in un villaggio lontano. Al bambino la scuola piace, così il tempo trascorre rapidamente. Arriva un solitario inverno, le cui sere sono allietate dalle fiabe raccontate da Momun da poi di nuovo l'estate, durante la quale i pastori si fermano spesso con le loro greggi nei pressi dell'insediamento tra i boschi. Orozkul compie allora dei loschi traffici, barattando carne e vodka con legname da costruzione, nonostante gli sia vietato abbattere i rari pini protetti della riserva. Quando torna l'autunno, Orozkul deve fare una consegna. La raccolta del legname è, in assenza di strumenti adatti, un lavoro duro. Dopo che su uno pendio è quasi successa una disgrazia, si arriva una lite tra il già molto tollerante Momun e suo genero.
Piuttosto che affaticarsi ancora attorno al tronco, Momun abbandona Oroskun per andare prima di tutto a prendere il bambino a scuola. Questo è di gran lunga troppo per il collerico Orozkul. In quel momento compaiono improvvisamente dei maraly, già estinti in quella zona, ritenuti i discendenti della Madre Cerva. Presumibilmente essi sono fuggiti da un parco naturale nel confinante Kazakistan. Orozkul non è commosso dall'apparizione dei rari animali; egli è furibondo col suocero, minaccia di licenziarlo e la sera rispedisce sua moglie alla casa paterna dopo una averla selvaggiamente bastonata. Gli abitanti del posto di guardia incassano. Di ritorno dalla scuola, Momun racconta dei cervi a suo nipote, che ne è entusiasta e crede che la Madre cerva dalle ramose corna stessa sia tornata, per portare finalmente un figlio a Orozkul, cosa dalla quale tutti troveranno giovamento.
Incontra poi egli stesso gli animali, che non mostrano alcun tipo di timore in quanto non si sono mai trovate a tu per tu con un essere umano. Alla sera il bambino è ammalato e con febbre e brividi deve andare a letto senza che nessuno l'accudisca, in quanto tutti gli altri sono occupati a rabbonire in qualche modo il tirannico Orozkul. Quando il giorno successivo arriva il compratore, tutti gli uomini devono recarsi al fiume per caricare il tronco sul camion. I cervi si ripresentano e tutti restano stupiti. Invece che rallegrarsi per gli animali, come ci si aspetterebbe dalle guardie forestali in una riserva, si pensa già a farli arrosto; d'altronde, già l'atto di taglio degli alberi senza autorizzazione era illegale. Momun è indignato, tuttavia viene costretto a sparare al cervo: un trionfo per Orozkul.
Momun è affranto. Sebbene non vi sia avvezzo, la sera si ubriaca, mentre gli altri si preparano a festeggiare con un lauto pasto. Il bambino si reca alla casa del nonno, nonostante stia sempre peggio. Non capisce che cosa sta succedendo e si meraviglia dell'ebbrezza del nonno; quindi si accorge della testa dal cervo, spiccata dal corpo e vede come il resto dell'animale da lui venerato sia fatto a pezzi dallo zio e dai suoi ospiti; in particolare, Orozkul si accanisce nel tentare di staccare l'impalcatura di corna dal cranio. Il mondo gli crolla addosso. Mentre gli uomini trincano, ridono, divorano e si fanno beffe di Momun, egli abbandona la casa in preda al delirio della febbre, per appartarsi e vomitare; vede allora suo nonno giacere abbandonato nel cortile, e corre al fiume. Egli ritornerà un pesce e fuggirà da questo mondo che l'ha rifiutato. È autunno, e il bambino malato si getta nella gelida acqua che scende dai monti. Con il pensiero "Meglio essere un pesce. Nuoterò via. Meglio essere un pesce" ha fine la sua esistenza.

## Edizioni italiane
- Cingiz Ajtmatov, Il battello bianco: dopo la fiaba, cura e traduzione di Gigliola Venturi, Bari, De Donato, 1972.
- Cinghiz Ajtmatov, Il battello bianco: dopo la fiaba, a cura di Giuseppe Pitt, Milano, Bruno Mondadori, 1974.
- Cingiz Aitmatov, Il battello bianco, a cura di Gigliola Venturi, Pordenone, Edizioni Studio Tesi, 1991, ISBN 8876922571.
- Tschingis Aitmatov, Il battello bianco, collana Gli Alianti, traduzione di Gigliola Venturi, n. 145, Milano, Marcos y Marcos, 2007, ISBN 9788871684567.

| Controllo di autorità | VIAF (EN) 218107940 |